# Suchy Las
Suchy Las (deutsch Suchylas, 1906–1918, 1939–1945 Steimersdorf) ist ein Dorf und Sitz der gleichnamigen Landgemeinde in der polnischen Woiwodschaft Großpolen. Die Gemeinde hat eine Fläche von 116,55 km² und 13.000 Einwohner. Die durch die Gemeinde verlaufende Landstraße 11 führt von Posen nach Koszalin (Köslin).

## Geographie
Die Gemeinde liegt im Gebiet der Großpolnischen Seenplatte. Durch Schaffung des Landschaftsschutzgebietes Biedrusko im Jahre 1994 sind die wertvollsten Gebiete unter Schutz genommen worden.

## Gemeinde
Zur Landgemeinde Suchy Las gehören die folgenden kleineren Ortschaften:
| Name       | deutscher Name (1815–1918)       | deutscher Name (1939–1945)                                  |
| ---------- | -------------------------------- | ----------------------------------------------------------- |
| Biedrusko  | Biedrusko 1904–1918 Weißenburg   | Warthelager                                                 |
| Chludowo   | Chludowo                         | Truppenfeld                                                 |
| Golęczewo  | Golenczewo 1906–1918 Golenhofen  | Golenhofen                                                  |
| Jelonek    | Jelonek                          | 1939–1943 Vorwerk Güldenfelde 1943–1945 Vorwerk Schlottnick |
| Suchy Las  | Suchylas 1906–1918 Steimersdorf  | Steimersdorf                                                |
| Zielątkowo | Zielontkowo 1904–1918 Treskowhof | Treskowhof                                                  |
| Złotkowo   | Zlotkowo 1899–1918 Goldau        | Goldau                                                      |
| Złotniki   | Zlotnik                          | 1939–1943 Güldenfelde 1943–1945 Schlottnick                 |

Die folgenden ehemaligen Ortschaften fielen ab 1904 und während des Zweiten Weltkrieges der Errichtung bzw. Erweiterung des deutschen Truppenübungsplatzes Posen (1939–1945 TrÜbPl Warthelager) zum Opfer:
| Name        | deutscher Name (1815–1918)                   | deutscher Name (1939–1945) |
| ----------- | -------------------------------------------- | -------------------------- |
| Chojnica    | Propstei Chojnica 1904–1918 Schweinschädel   | Reisig                     |
| Glinienko   | Glinienko                                    | Weidental                  |
| Glinno      | Glinno 1908–1918 Glinnow                     | Lehmberg                   |
| Knyszyna    | Knyszyn 1894–1904 Knischin 1904–1918 Skalitz | Skalitz                    |
| Łagiewniki  | Lagiewnik                                    | Erdmannswalde              |
| Okalewo     | ?                                            | ?                          |
| Trzuskotowo | Trzuskotowo 1904–1918 Wörth                  | Wörth                      |
| Tworkowo    | Tworkowo 1904–1918 Nachod                    | Nachod                     |

## Angrenzende Gebiete
Das Gemeindegebiet von Suchy Las grenzt an die kreisfreie Stadt Posen sowie an die Gemeinden Czerwonak, Murowana Goślina, Oborniki und Rokietnica.

## Verkehr
In den Ortsteilen Chludowo, Golęczewo und Złotniki befinden sich Halte der Bahnstrecke Poznań–Piła.

## Partnerschaften
Isernhagen in Niedersachsen ist seit 2000 Partnergemeinde von Suchy Las.

## Persönlichkeiten
- Wojciech Bogusławski (1757–1829), Vater des polnischen Theaters, geboren in Glinno.
- Barbara von Treskow (1895–1972), Frauenrechtlerin